# フロンテッジ
株式会社フロンテッジ（英: Frontage Inc.）は、東京都港区に本社を置くソニーと電通の合資による広告会社。

## 沿革
- 1951年 - 日本商社の業務内容・商品を海外へ宣伝することを目的としてに設立された「株式会社新亜細亜貿易通信社」が前身となる。
- 1970年 - 東急エージェンシーが同社の株式を100%取得。本格的な国際広告代理店をめざし、株式会社東急エージェンシーインターナショナルへ社名変更。欧米スタイルの「AE制」「1業種1社制」、クリエイティブにおける「ディレクターシステム」を採用。
- 1986年 - ソニーが株式を12.5%取得し、株主となる。
- 1987年 - DMB&Bと資本提携。以後、積極的にアジアのネットワーク設立を進める。
- 1997年 - ソニーの100%子会社となり、株式会社インタービジョンへ社名変更。
- 2002年 - ソニーから電通が40%の株式を取得。株式会社フロンテッジへ社名変更。